# Elecciones legislativas de Corea del Sur de 2024
Las elecciones legislativas de Corea del Sur de 2024 se celebraron el 10 de abril del mismo año, para elegir a los 300 miembros de la Asamblea Nacional. Los dos partidos más grandes, el liberal Partido Demócrata y el conservador Partido del Poder Popular, una vez más establecieron partidos satélites para aprovechar el sistema electoral.
Los sondeos a pie de urna y análisis posteriores indicaron una victoria amplia del Partido Demócrata y sus aliados: obtuvieron entre 168 y 197 escaños en total, con 175 confirmados por fuentes oficiales. El Partido del Poder Popular y su satélite sumaron entre 107–111 escaños, mientras que el nuevo Rebuilding Korea Party obtuvo 12 escaños en representación proporcional. El Partido de la Reforma y otros pequeños partidos alcanzaron algunos escaños igualmente. La tasa de participación fue del 67 %, un máximo no visto en 32 años
Las elecciones sirvieron como una "evaluación de mitad de período" para la administración del presidente Yoon Suk-yeol a medida que se acercaba a su tercer año. Además, había un interés significativo en si el partido gobernante podría superar las limitaciones de la coalición gobernante, que no obtuvo la mayoría en las elecciones generales anteriores, y obtener el impulso necesario para gobernar de manera efectiva durante el resto de su mandato.

## Antecedentes

### Redistribución de escaños
El 28 de febrero de 2024, los partidos gobernante y de oposición llegaron a un consenso para rediseñar los distritos electorales.  Posteriormente, el pleno de la Asamblea Nacional aprobó una enmienda a la Ley de Elección de Cargos Públicos, que dio lugar a la reforma de los distritos electorales. En comparación con las elecciones a la 21.ª Asamblea Nacional, hubo un aumento de una circunscripción, hasta llegar a 254, mientras que los escaños de representación proporcional disminuyeron en uno, hasta un total de 46.

## Sistema electoral
La Asamblea Nacional sigue teniendo 300 escaños, con 253 escaños de circunscripción y 47 escaños de representación proporcional, como en elecciones anteriores. Sin embargo, 30 de los escaños de representación proporcional se asignaron en bajo el sistema de miembros adicionales compensatorios, mientras que 17 escaños de representación proporcional continúan utilizando el antiguo método de votación paralela. La edad para votar también se redujo de 19 a 18 años, ampliando el electorado en más de medio millón de votantes.

## Desarrollos de campaña
Las elecciones se celebraron en medio de varios problemas políticos y socioeconómicos en Corea del Sur, como la corrupción, con el presidente Yoon Suk-yeol, del Partido del Poder Popular, enfrentando críticas por el manejo de asuntos que involucran a su esposa y un exministro, y líderes del partido como Lee Jae-myung, del Partido Democrático, y Cho Kuk, del Partido de la Reconstrucción de Corea, enfrentando juicios por soborno y falsificación, respectivamente. así como el aumento de la inflación y la huelga de médicos en curso. Uno de los principales temas de conversación fue un incidente ocurrido el 18 de marzo, cuando el presidente Yoon visitó una tienda de comestibles en Seúl para comprobar los precios al consumidor y describió el precio de 875 wones (0,65 dólares) de una cebolla verde que le pareció razonable, sólo para que saliera a la luz que las cebollas se vendían con descuento y que el precio real de las cebollas era de tres a cuatro veces más alto. El incidente llevó a los candidatos de la oposición a sacar cebollas verdes en los mítines de campaña y el hashtag se #greenonions875won convirtiendo en trending topic en las redes sociales durante las elecciones. En respuesta, la Comisión Electoral Nacional prohibió a los votantes llevar cebollas verdes a los colegios electorales, citando preocupaciones sobre la "interferencia electoral". Esto, a su vez, fue ampliamente ridiculizado y condujo a un aumento en la demanda de productos con temática de cebolla verde.
El 27 de octubre de 2023, el Partido de la Justicia y el Partido Verde anunciaron su intención de formar una alianza electoral e invitaron a otros partidos de izquierda a participar. Esta medida fue fuertemente criticada por los miembros del Parlamento del Partido de la Justicia, Jang Hye-young y Ryu Ho-jeong, así como por el expresidente del Comité Juvenil del Partido de la Justicia, Kim Chang-in. Los tres creen que el Partido de la Justicia debería formar alianzas electorales no por ideología, sino con cualquier partido de la "tercera zona" opuesto al Partido Demócrata y al Partido del Poder Popular.
A lo largo de la campaña, el Partido del Poder Popular argumentó que el gobierno del presidente Yoon no ha podido impulsar su agenda de reformas desde que asumió el cargo en 2022 debido a una Asamblea Nacional poco cooperativa controlada por la oposición, mientras que el Partido Demócrata describió a la administración de Yoon como "incompetente", acusándola de causar una recesión socioeconómica y de manejar mal varios temas controvertidos. El Partido de la Reconstrucción de Corea hizo campaña por un final temprano de la presidencia de Yoon, con Cho Kuk prometiendo convertir a Yoon en "primero un pato cojo, luego en un pato muerto".

## Encuestas de opinión

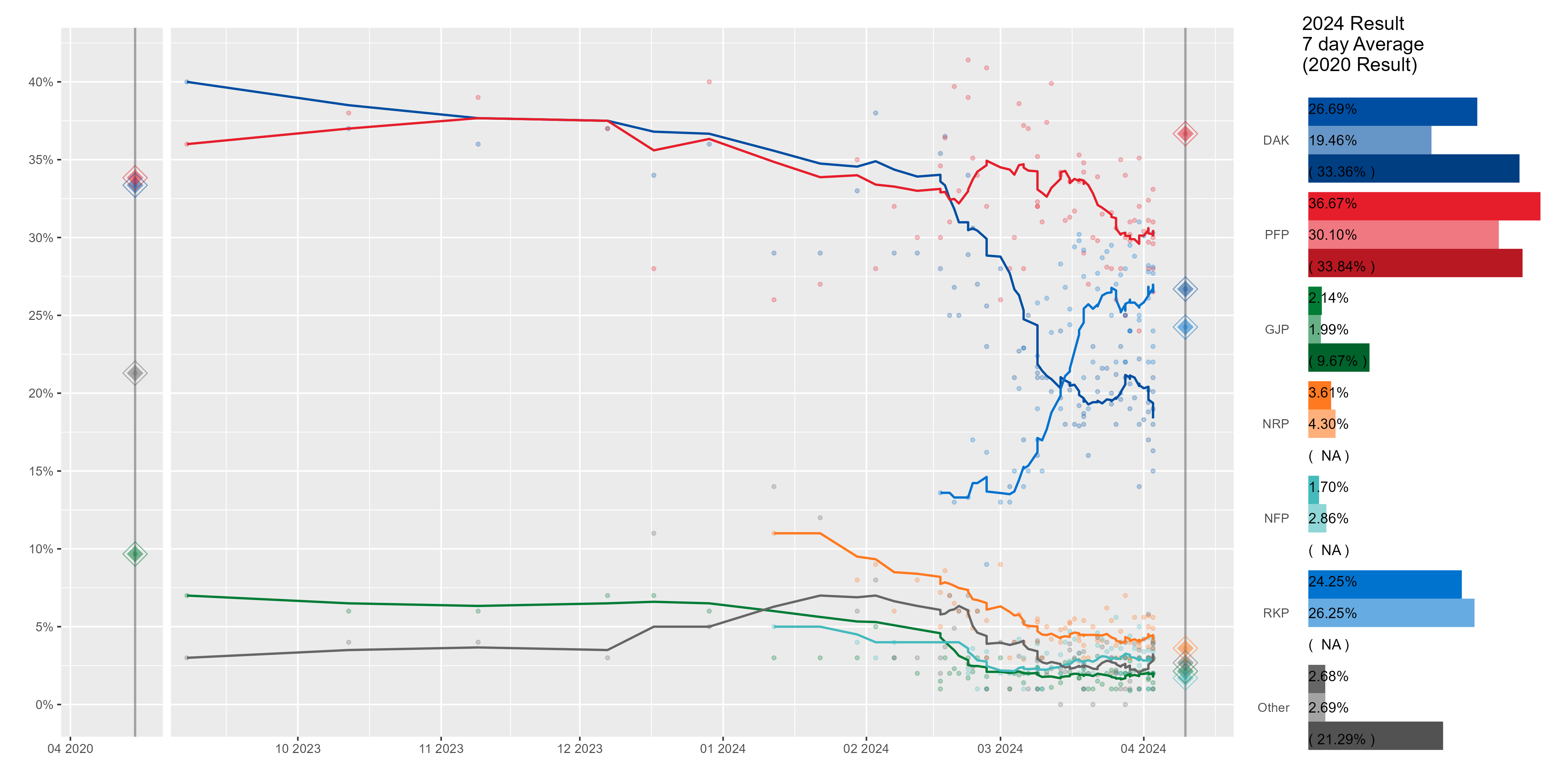